# Roc Estret
El Roc Estret és una muntanya de 707 metres que es troba al municipi de Viver i Serrateix, a la comarca catalana del Berguedà.